# Fanzin
Fanzin (skraćeno zin) je ručno izrađena, amaterska publikacija, izrađena od strane fanova, iz ljubavi a ne zbog profita. Fanzini su, tokom hipi i pank pokreta, bili štampani mediji andergraund scene i oni se razlikuju od mejnstrim časopisa jer ih pišu obični ljudi koji nisu profesionalni novinari.
Samizdat filozofija i uradi sam etika Do It Yourself nalažu da sve oko fanzina završimo sami, oslanjajući se na sopstvene snage, a ne na sponzore i reklame. Fanzini su se ranije izrađivali uz pomoć pisaće mašine, a priprema za štampu se vršila tako što su se delovi stranica sekli makazama i potom lepili. Štampa se, najčešće, sastojala iz fotokopiranja, a postojali su i uspešniji fanzini koji su štampani u štampariji. Fanzini, po pravilu, sprovode otvorenu politiku autorskih prava, najčešće copyleft i čitaoci se obično hrabre da umnožavaju i dalje distribuiraju fanzin. 
Danas je internet delimično potisnuo štampane fanzine i javlja se novi oblik fanzina pod nazivom e-zin, jer je mnogo lakše i jeftinije izdavati preko interneta. Ipak, ljubitelji fanzina navode da se štampani fanzin može čitati i napolju, a ne samo pored ekrana. Neki fanzinaši pronalaze kompromis tako što prvo izrade štampano izdanje fanzina, koje potom skeniraju i kače na internet, da bi svako ko želi mogao da ga odštampa na kućnom štampaču.
Fanzini izgledom najviše podsećaju na strip, iako imaju znatno manje crteža. Neki fanzini vremenom prerastu u magazine.

## Spoljašnje veze
- INFINITUM
- Raketla, Fanzin grupe SF-Serbia.
- Neradnik